# 莱桑池蛙
萊桑池蛙（学名：Pelophylax lessonae），簡稱池蛙或池塘蛙，是歐洲的一種青蛙。牠們是英國生物多樣性行動計畫中保護的三個兩棲類物種之一。牠們數量減少的原因是因池塘的減少及空氣污染所致。

## 源頭
萊桑池蛙最初只曾在英國東安格利亞的兩個位點發現，但自19世紀中葉就開始消失。於1995年，牠們被認為已經從野外滅絕。自此在英國開始引入其他的群落，包括一些源自英國的奠基種群。
莢桑池蛙從未被認為是原產於英國，部份原因是當地入侵了一些相似的物種，但研究認為牠們很有可能是源自英國。

## 外部連結
- BBC News （页面存档备份，存于）
- Herpetological Conservation Trust website
- Youtube內的映片 （页面存档备份，存于）